# فاروق ميا
فاروق ميا (بالإنجليزية: Farouk Miya)‏ (26 نوفمبر 1997 أوغندا - ) هو لاعب كرة قدم أوغندي، يلعب كلاعب وسط.

## روابط خارجية
- فاروق ميا على موقع اتحاد تركيا (لاعب) (الإنجليزية)
- فاروق ميا على موقع قاعدة بيانات كرة القدم.إي يو (الإنجليزية)
- فاروق ميا على موقع ناشيونال فوتبول تيمز (الإنجليزية)
- فاروق ميا على موقع Soccerway.com (الإنجليزية)
- فاروق ميا على موقع عالم كرة القدم.نت (الإنجليزية)